# بازبینی جمعی
بازبینی جمعی یا بازبینی‌خوانی (به انگلیسی: Review aggregator) سیستمی است که بازبینی‌ها دربارهٔ محصولات و سرویس‌های مختلف (مثل فیلم‌ها، کتاب‌ها، بازی‌های رایانه‌ای، نرم‌افزار، سخت‌افزار و ماشین‌ها) می‌پردازد. سیستم بازبینی‌ها را ذخیره می‌کند و از آن‌ها برای هدف‌هایی مثل پشتیبانی از وبگاه استفاده می‌کند به صورتی که کاربران می‌توانند با مشاهده بازبینی‌ها اقدام به خرید کنند یا شرکت‌ها برای بررسی تمایلات مشتری اطلاعات را به شرکت دیگری بدهد تا یک پایگاه داده ایجاد کند. کاربران به کمک این سیستم می‌توانند بازبینی‌های مختلف را با هم مقایسه کنند. بسیاری از این سیستم‌ها یک ارزیابی متوسط تخمین می‌زنند و یک مقدار عددی برای رتبه‌دهی به کار می‌دهند.